# Luigi Mascherpa (calciatore)
Luigi Mascherpa (Ottobiano, 16 aprile 1923 – ...) è stato un calciatore italiano, di ruolo attaccante.

## Carriera
Debutta in Serie C con il Vigevano nel 1941-1942; dopo i tornei di guerra ed il campionato misto di Serie B-C Alta Italia 1945-1946, conquista con i lombardi la promozione in Serie B.
Debutta quindi tra i cadetti nel 1946-1947, disputando due campionati per un totale di 50 presenze e 7 reti. Nel 1948 passa al Mortara in Serie C.